# Loup (constellation)
Lupus
Pour les articles homonymes, voir Loup (homonymie).
Le Loup est le nom donné à une petite constellation de l'hémisphère Sud, située en dessous de la constellation de la Balance, à l'ouest de la constellation du Scorpion et à l'est de la constellation du Centaure.
En arabe, la constellation est aussi nommée "le carnivore" (السبع).

## Nomenclature, histoire et mythologie

### En Mésopotamie
La constellation du Loup est une création mésopotamienne et sans rapport avec celle du Centaure. Au départ, nous avons mul.UR.IDIM, soit « l’étoile du Chien enragé », assimilé à Alpha Lupi par les assyriologues, dans un document de Nippur de la fin du 2e millénaire av. è. c. Nous pouvons lire ensuite par les Séries MUL.APIN, le premier traité d'astronomie mésopotamienne, découvert à Ninive dans la bibliothèque d'Assurbanipal et datant au plus tard de 627 av. è. c. que mul.UR.IDIM d.kù-sù, c’est-à-dire que UR.IDIM, en akkadien Uridimmû, est l’emblème de la déesse Kusu (en), remplissant dans sa fonction de purification, un rôle parallèle à Nisaba, dieu de l’Écriture et des Études, auquel elle est associée en basse époque. 

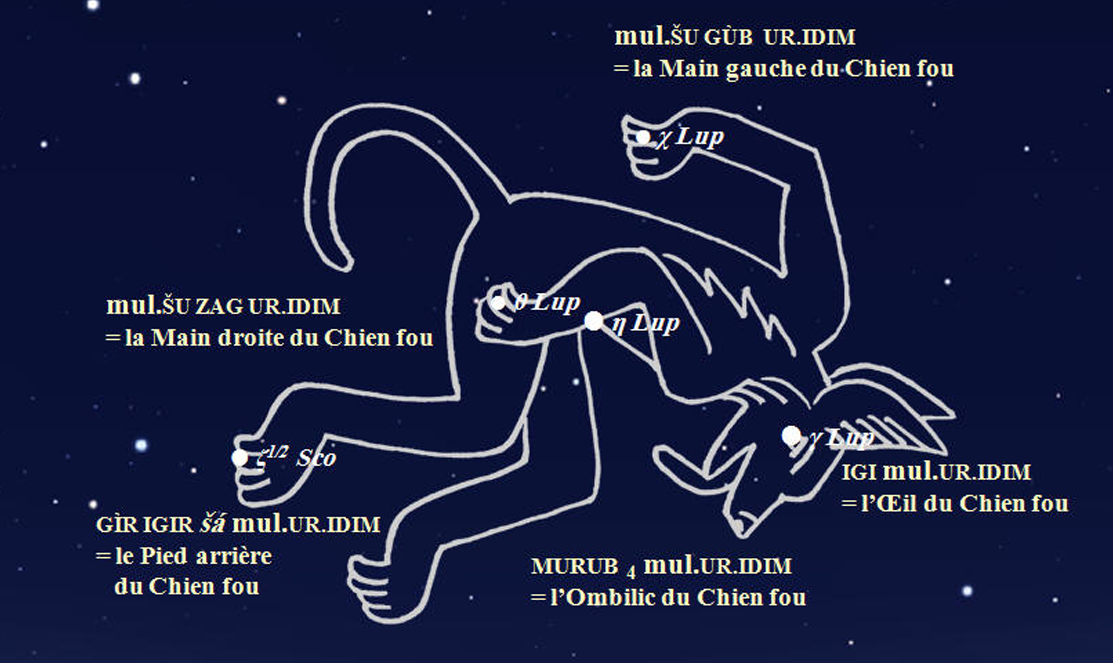
La figure d’UR.IDIM, « le Chien enragé », dans l’astronomie mésopotamienne, 1er millénaire av. è. c.

C’est en ce temps-là que le ciel est contexturé en constellations, c’est-à-dire que les étoiles nouvellement désignées, le sont par un nom exprimant leur place dans la figure qui doit son nom à l’étoile initiale. De la sorte, la constellation Ainsi, la figure d’UR.IDIM a pris corps et nous trouvons, si nous joignons deux documents : le Catalogue de Dalbanna, et La table des cordons, les étoiles suivantes lui appartenant : IGI, « l’Œil » (γ Lup), GÌR IGIR, « le Pied arrière » (ζ Sco), MURUB4, « l’Ombilic » (η Lup),  ŠU ZAG, « la Main droite » (θ Lup), ŠU GÙB, « le Main gauche » (χ Lup).

### En Grèce et à Rome
Les Grecs reprirent la figure mésopotamienne d’UR.IDIM = Uridimmû, « le Chien enragé » sous la forme de Θηρίον, la « Bête sauvage », comme cela est attesté chez Eudoxe de Cnide,». Mais cette figure ne fut pas tout de suite considérée comme une constellation indépendante mais comme un astérisme de la constellation de Κένταυρος, le « Centaure », dans une liste comptant 44 constellations. On sait par Geminos de Rhodes (Ier siècle av. è. c.) qu’Hipparque (190-120) aurait détaché sous le nom de Λύκος, « le Loup », l’astérisme de la constellation de Κένταυρος, « 'le Centaure », ce que fit à son tour Ptolémée, dans sa liste de 48 constellations,  sous le nom de Θηρίον[réf. à confirmer]. Pour Ératosthène, Κένταυρος n’est autre que Chiron, célèbre pour son sens de la justice et qui forma Asclépios et Achille. Mais il ne dit pas grand-chose de Θηρίον sauf que « Κένταυρος donne l’impression de l’apporter pour la sacrifier, geste qui symbolise on ne peut mieux sa piété ».

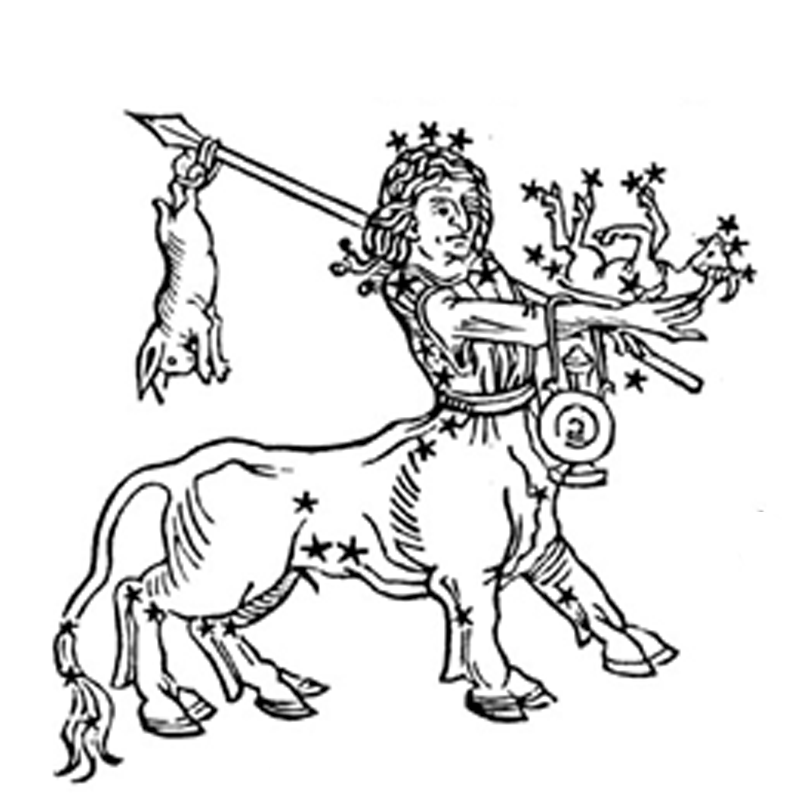
La figure de Hostia (Lupus) tenue par Centaurus dans l’édition du Poeticon astronomicon d’Hyginus de 1482.

Quant aux Latins, ils ne firent pas d’emprunt direct du grec Θηρίον, mais ils traduisirent généralement ce nom par Fera, « la Bête sauvage », avec les Aratea de Cicéron, suivi par Germanicus et Avienus, ou Hostia, « la Victime », chez Hyginus, mais furent aussi utilisés, plus rarement, Bestia, soit « la Bête, par opposition à l’homme », chez Vitruve, ou encore Panthera, naturellement « la Panthère » chez Martianus Capella. Il semble que le nom Lupus, « le Loup », aujourd’hui utilisé, ne soit signalé que chez Firmicus Maternus.

### Chez les Arabes
Nous avons, de façon habituelle, deux représentations du ciel parallèles et non exclusives, le ciel arabe traditionnel formaté à partir des manāzil al-qamar ou « stations lunaires », et le ciel formaté par les Grecs et adopté par les astronomes arabes au IXe siècle, ou ciel gréco-arabe.
Les Arabes de l’époque classique l’appelèrent à leur tour السبع al-Sabuᶜ, « la Bête féroce », terme qui s’applique généralement au « lion », puis الفهد al-Fahd, « le Guépard », dans des listes tardives. Cette figure n’a donné qu’un nom rare, Rijlalsabie (β Lup) dans des listes européennes médiévales.
Les Arabes voyaient aussi à cet emplacement, dans leur ciel traditionnel, une partie de la figure الشمارخ al-Šamāriḫ, « le Rameau de palmier [où il est resté des dattes] », mais cette figure qui n’a pas laissé de noms dans les catalogues internationaux d’aujourd’hui.

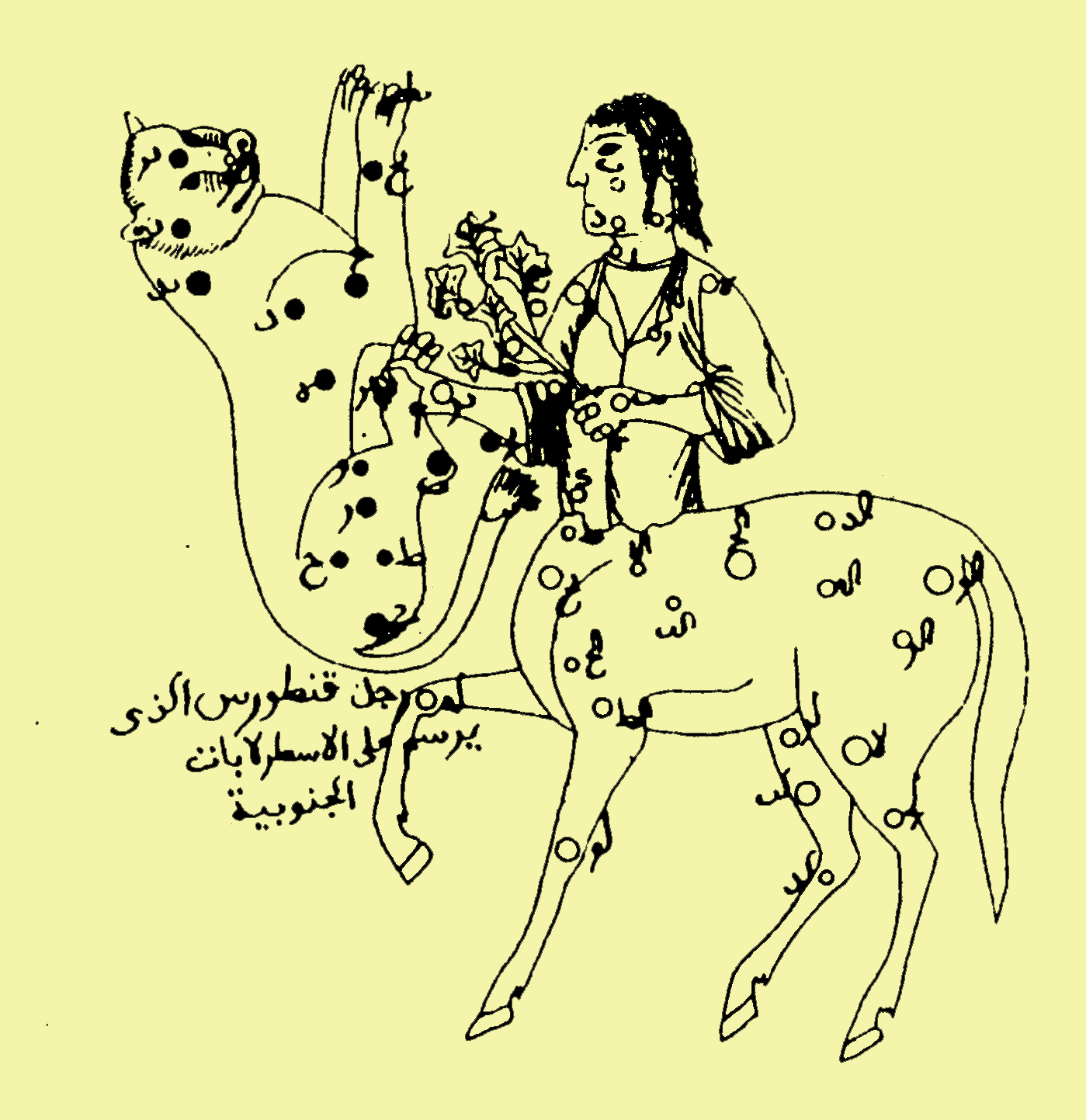
La figure de السبع al-Sabuᶜ empoignée par قنطورس Qanṭūris, d’après une édition du traité de ᶜAbd al-Raḥmān al-Ṣūfī, 1606, St-Péterbourg.

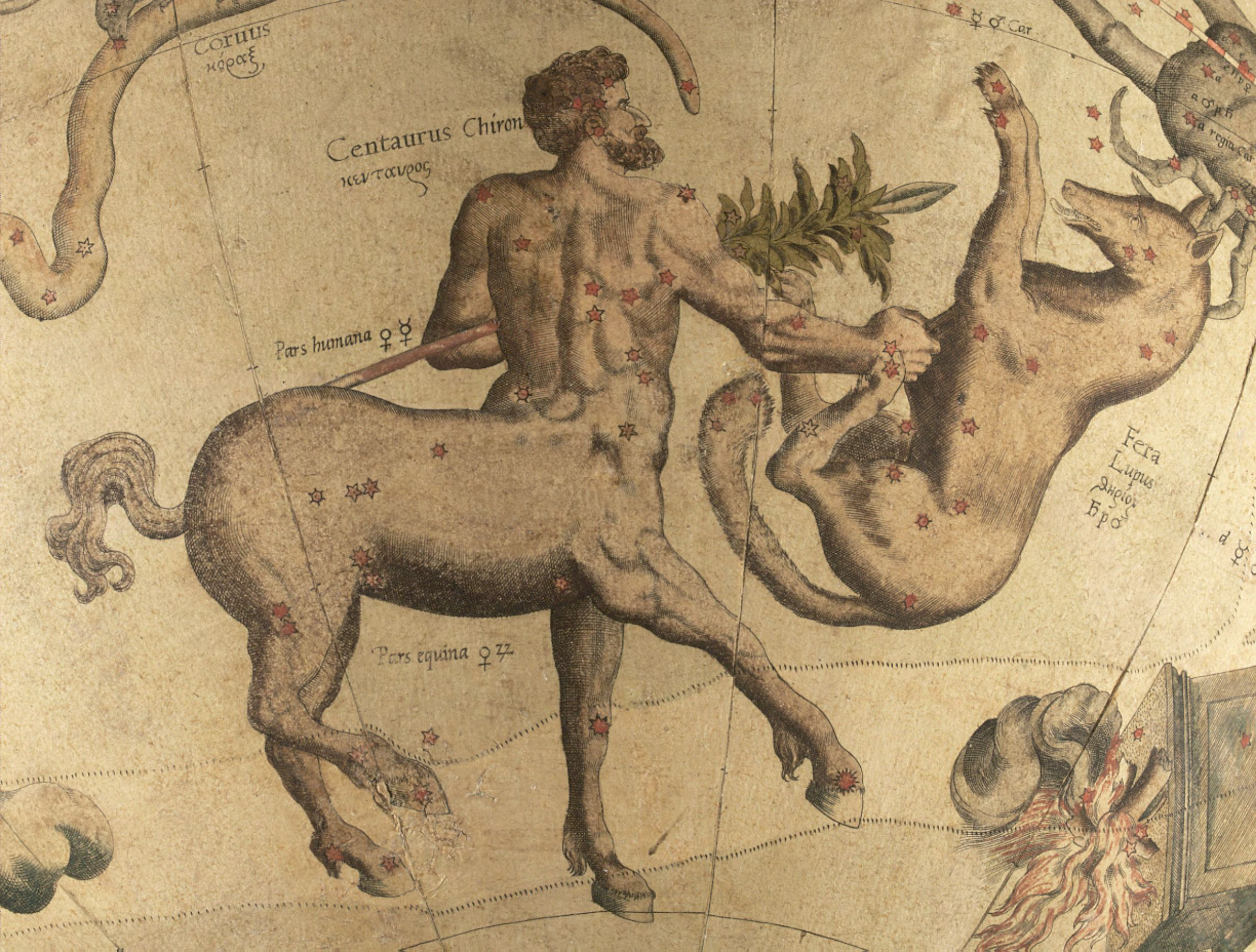
Les figures de Centaurus et Lupus sur un des globes célestes de Mercator, 1551.

### En Europe
Au haut Moyen Âge, les clercs latins connaissaient les noms de Fera, Bestia et Lupus par les encyclopédies et les quelques manuscrits des Aratea disponibles, et ils employèrent dès l’an mil les noms qu’ils trouvèrent dans les textes arabes. Gérard de Crémone se contente ca. 1175,  de donner le nom latin sous la forme de Stellatio Lupi . Mais nous lisons, à côté du grec Θηρίονet du latin Θηρίον, Bestia et Ferea, Arab. Asida dans l’Uranometria de Johann Bayer (1603). Ce n’est qu’avec la nomenclature approuvée en 1930 par l’Union astronomique internationale (UAI) que les appellations venues de l’arabe disparaîtront définitivement.

## Observation des étoiles

### la supernova de 1006
En 1006 y est apparue une supernova (SN 1006) plus brillante que Vénus ; on put l'observer pendant 2 ans. Ce fut l'une des quatre supernovae qui ont pu être observées au cours du précédent millénaire (en 1006, 1054, 1572 et 1604).
Selon les témoignages, pendant quelques jours, la brillance de la nouvelle étoile augmenta, devenant supérieure à celle de Vénus, et atteignant un éclat comparable « au quart de la pleine lune », donc visible en plein jour. Puis l'éclat se mit à diminuer, mais l'étoile resta observable pendant plus de deux ans. Une multitude de textes de toutes origines (chinoise, japonaise, coréenne, arabe) et crédibles relatent l'apparition et l'observation de cette étoile nouvelle en l'an 1006. Or, curieusement, elle n'est attestée en Europe qu'en 1066 (voir pourtant la mention de son observation à l'Abbaye de St-Gall), une date qui coïncide avec l'année de la conquête de l'Angleterre par Guillaume de Normandie ; une telle étoile figure d'ailleurs sur la tapisserie de Bayeux qui relate cet événement historique. Les supernovae de 1006 et 1054 étant récentes, celle de 1066 fut peut-être inventée pour fournir — a posteriori ou pas — un signe divin à l'entreprise de Guillaume le Conquérant. Néanmoins, d'après les témoignages de l'époque, il semble plus vraisemblable que la tapisserie de Bayeux fait référence à la comète de Halley.

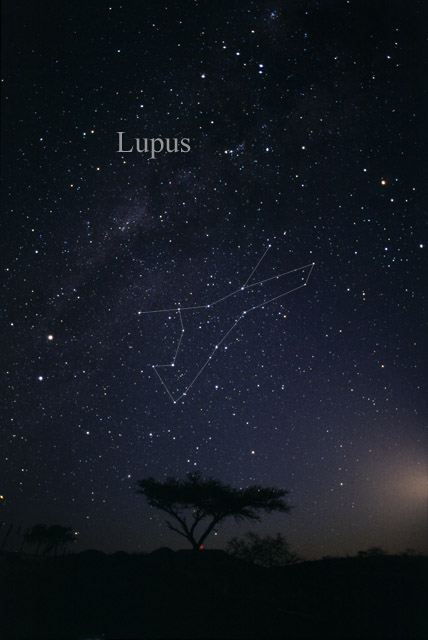
Constellation du Loup.

Visibilité nocturne de la constellation.

### Localisation de la constellation
Le Loup est situé dans la Voie lactée, entre le Scorpion et le Centaure.
Il n'a pas de forme très évidente, et la limite entre le Loup et le Centaure est difficile à faire.

## Étoiles principales
Si le Loup ne possède pas d'étoile extrêmement brillante, il renferme en revanche une trentaine d'étoiles de deuxième ou troisième magnitude et une cinquantaine observables à l'œil nu. Aucune n'a de nom propre.
La plupart des étoiles les plus brillantes de la constellation sont des étoiles de type B massives, chaudes et lumineuses, qui sont membres de l'association Scorpion-Centaure, qui est l'association OB la plus proche du système solaire.

### α Lupi
L'étoile la plus lumineuse de la constellation du Loup est α Lupi, une géante bleue de magnitude apparente 2,30. Distante de 550 années-lumière, sa magnitude absolue est de -3,83 et elle est environ 2 800 fois plus brillante que le Soleil et 18 fois plus grande que celui-ci.
α Lupi est une étoile variable de type Beta Cephei : sa magnitude varie de 0,03 sur une période de 0,259 847 jours

### EX Lupi
EX Lupi est un jeune objet stellaire de faible masse de la pré-séquence principale et qui est aussi une étoile variable. On attribue ses variations en luminosité aux changements temporaires de l'accrétion de son disque circumstellaire. Ces changements de taux d'accrétions sont attribués à l’interaction du disque avec le champ magnétique de l'étoile. Cette étoile a donné son nom à une classe d'objets similaires : les variables de type EX Lupi.

## Objets célestes

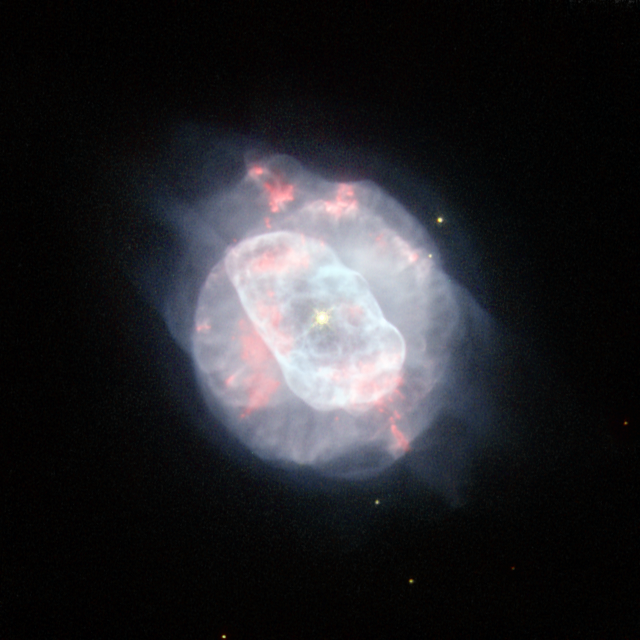
La nébuleuse planétaire NGC 5882 vue par le télescope Hubble.

La constellation du Loup est partiellement traversée par la Voie lactée dans sa partie Sud. Cette région abrite quelques amas ouverts observables aux jumelles, tels que NGC 5749, NGC 5800 ou NGC 5822. Trois amas globulaires se trouvent dans cette constellation: NGC 5834 (ou NGC 5824), NGC 5927 et NGC 5986. Le plus lumineux, NGC 5986, possède une magnitude apparente de 7,6, le rendant distinguable aux jumelles.
NGC 5882 est une nébuleuse planétaire située vers le centre de la constellation. Sa magnitude apparente supérieure à 10 nécessite un petit télescope pour son observation. Une autre nébuleuse planétaire remarquable, IC 4406, se trouve plus à l'Ouest, proche de la constellation du Centaure.
Quelques galaxies se trouvent aussi dans cette constellation, la plus brillante étant la galaxie spirale barrée NGC 5643 (magnitude 10).